# Parc de Tennoji
Le Parc de Tennoji (天王寺公園) est un parc avec un jardin zoologique situé à Osaka dans l'arrondissement de Tennōji-ku au Japon. Il a été créé en 1909.

## Histoire
En 1913, le parc a accueilli une exposition coloniale.

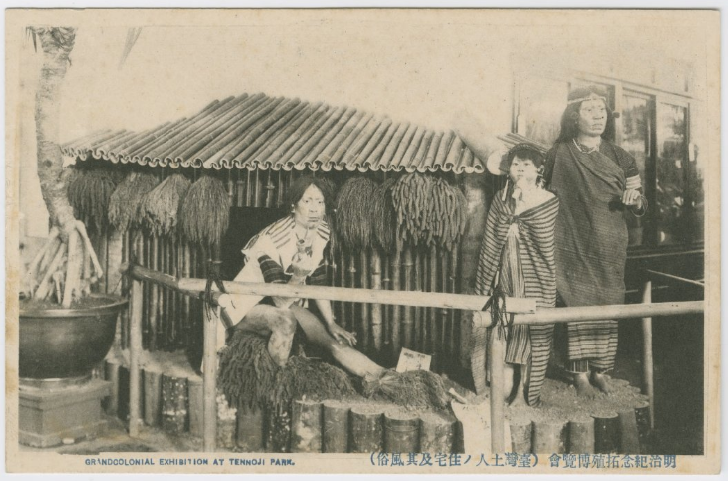
3 indigènes de Taiwan exhibés pendant l'exposition coloniale d'Osaka, 1913.

## Installations
- Zoo de Tennoji[2]
- Musée municipal des beaux-arts d'Osaka
- Keisawa-en[3]
- Château Otsuka
- Tombe de Chausuyama

## Fréquentation
Au début des années 2000, le parc était fréquenté par beaucoup de sans-abri, en particulier le week-end : ils venaient se délasser en écoutant de la musique et en chantant dans des karaokés temporaires. En 2006, les autorités municipales firent intervenir la police et mirent fin à ces activités sous prétexte qu'elles causaient des nuisances sonores.

## Galerie

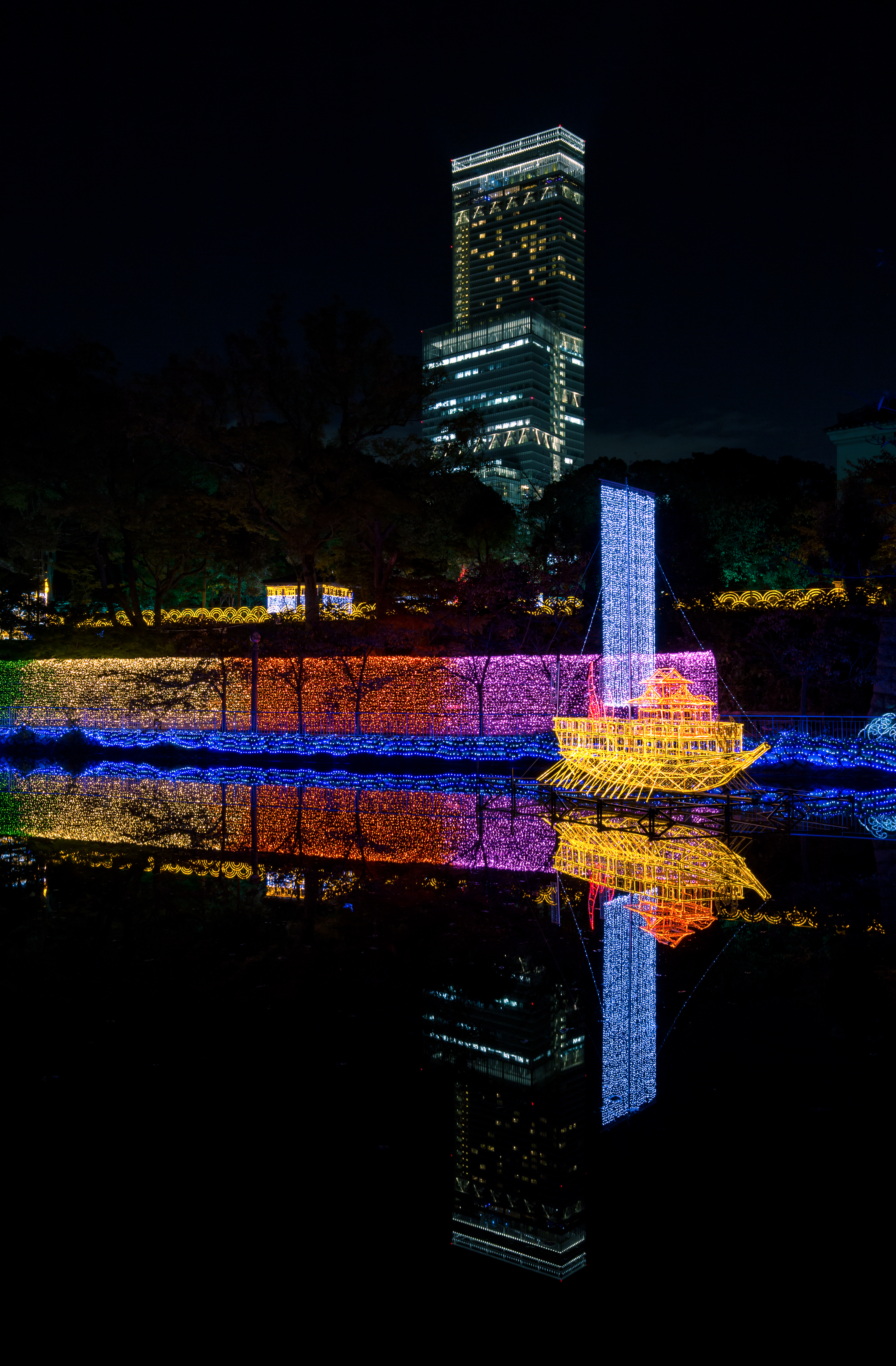
Illuminations de nuit au parc de Tennoji d'Osaka, avec, en arrière-plan, l'Abeno Harukas, plus grand gratte-ciel du Japon.
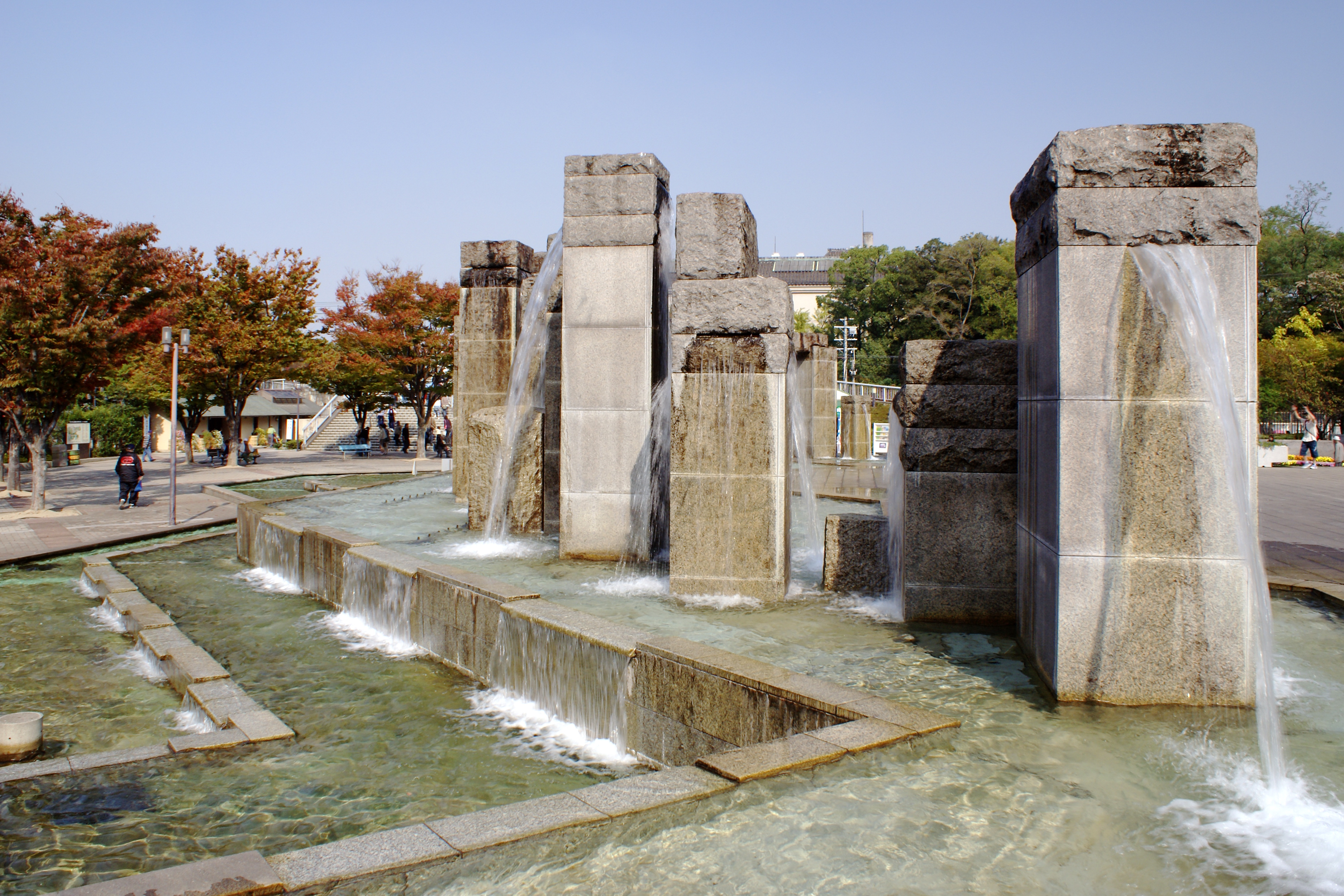
Fontaine.
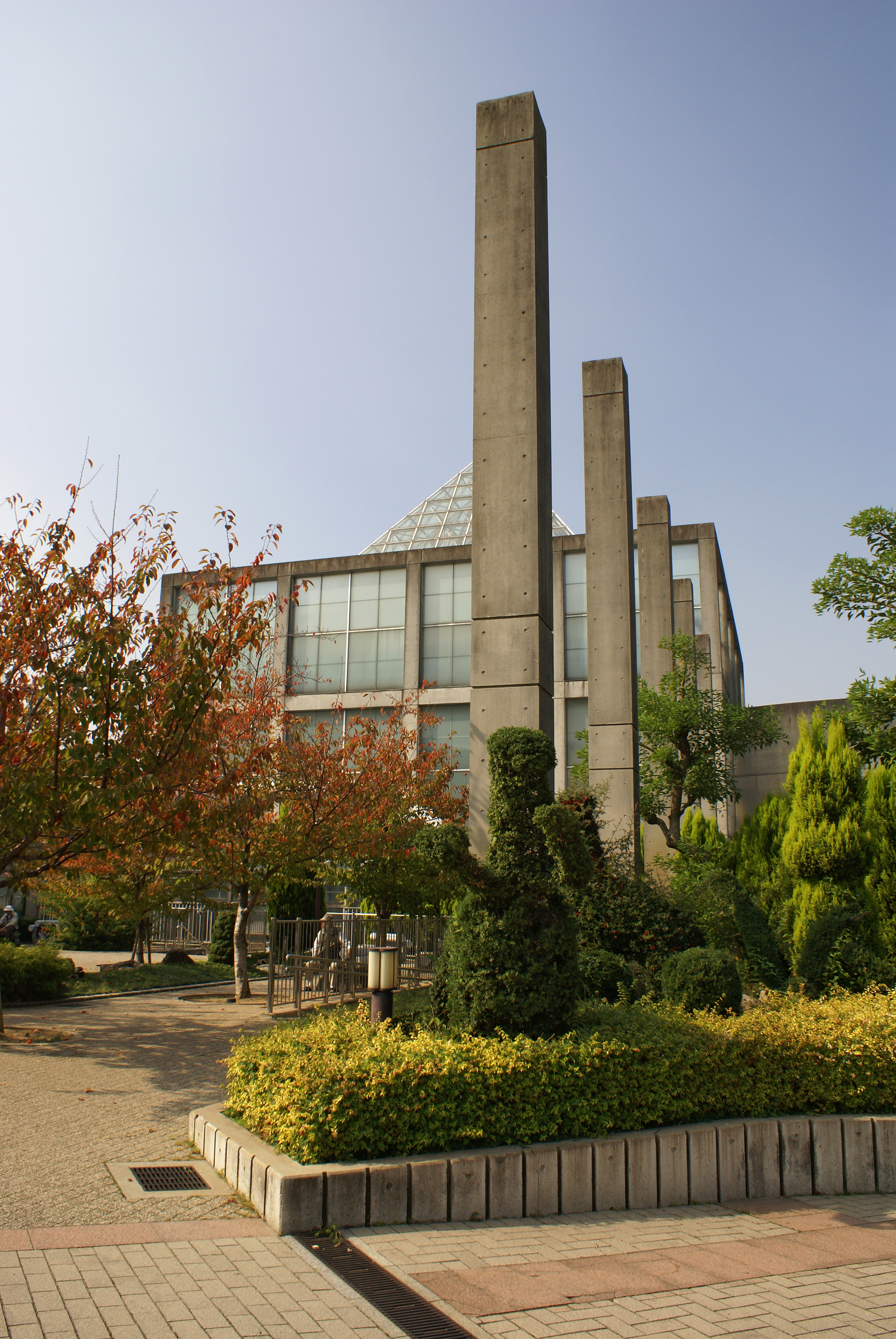
Serre.
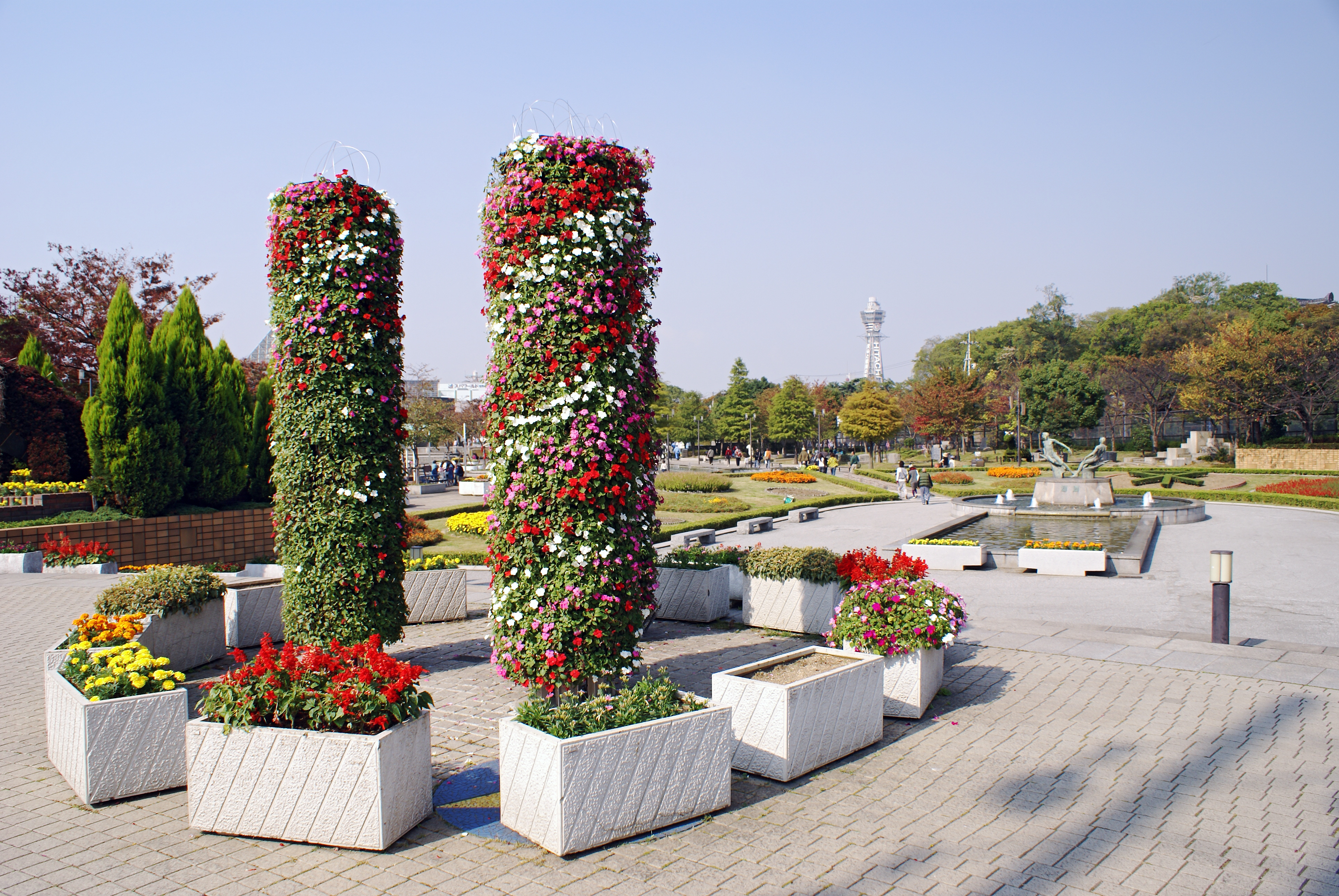
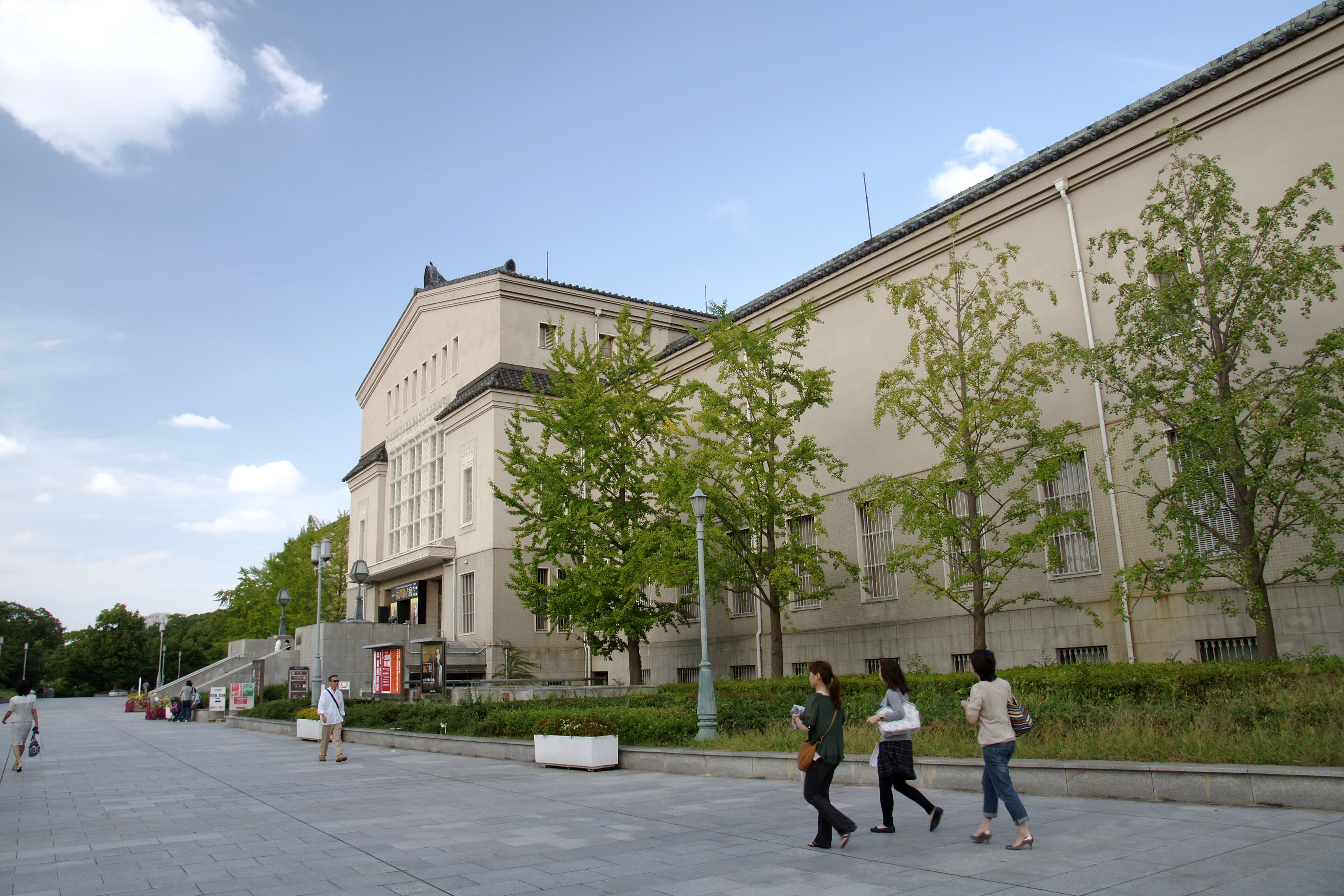
Musée Municipal des Beaux-Arts.